# Bahnhof Görögszállás

Görögszállás ist ein Bahnhof in der Nähe von Belegrád, einem Stadtteil der ungarischen Kleinstadt Nyírtelek im Komitat Szabolcs-Szatmár-Bereg.

## Lage
Der Bahnhof befindet sich einen Kilometer nördlich von Belegrád und sechs Kilometer nordwestlich von Nyírtelek. Die Bahnstrecke Debrecen–Miskolc verläuft von Südosten nach Nordwesten durch den Bahnhof, die Bahnstrecke von Polgár mündet von Westen kommend in den Bahnhof ein. Ehemals erlaubte ein Gleisdreieck auch Fahrten von Polgár nach Debrecen unter Umgehung von Görögszállás. Nächste Betriebsstellen sind Nyírtelek, Virányos und Bashalom.

## Geschichte
Der Bahnhof wurde 1859 unter dem Namen Királytelek mit der Bahnstrecke Debrecen–Miskolc der k.k. privilegierten Theiss-Eisenbahn eröffnet. 1896 nahm die Lokalbahngesellschaft Tiszapolgár-Nyíregyháza HÉV eine weitere Bahnstrecke nach Polgár in Betrieb, die dort an die bereits bestehende Bahnstrecke Ohat-Pusztakócs–Polgár anschloss. Seit dem Fahrplanwechsel am 13. Dezember 2009 findet der Personenverkehr auf dieser Strecke nur noch zwischen Görögszállás und Tiszalök statt. Ebenfalls 2009 wurde die Fahrtenausgabe des Bahnhofes geschlossen, die sich im einstöckigen Empfangsgebäude befand.

## Betrieb
Görögszállás wird von Personenzügen der Relation (Füzesabony–) Miskolc-Tiszai–Szerencs–Rakamaz–Görögszállás–Nyíregyháza bedient. Dabei kommen sowohl mit Elektrolokomotiven bespannte Wagenzüge als auch Elektrotriebzüge der Reihen BDVmot und Stadler Flirt zum Einsatz. Außerdem verkehren aus Dieseltriebwagen der Baureihe Bzmot gebildete Personenzüge von Tiszalök über Tiszaeszlár nach Görögszállás, wo sie direkten Anschluss an die Züge nach Nyíregyháza haben. Beide Linien verkehren im Stundentakt mit Ausnahmen um die Mittagszeit. Die zweistündlichen InterCitys Budapest-Keleti–Miskolc-Tiszai–Debrecen–Budapest-Nyugati halten nicht in Görögszállás.